# Geothermieprojekt St. Gallen
Das Geothermieprojekt St. Gallen war das grösste Geothermieprojekt der Schweiz. Es galt als ein international bedeutendes Pilotprojekt für die Geothermienutzung im nichtvulkanischen Untergrund.

## Methodik
Das Geothermie-Projekt der Stadt St. Gallen basiert auf der Methode des «hydrothermalen Systems». Diese Methode kommt zur Anwendung, wenn heisses Wasser in tiefliegenden Gesteinsschichten, sogenannten Aquiferen, vorhanden ist. Das Wasser wird dem Aquifer über eine erste Tiefbohrung entnommen und zur Nutzung an die Erdoberfläche befördert. Das abgekühlte Wasser wird nach der Nutzung über eine zweite Bohrung an anderer Stelle wieder dem Aquifer zugeführt. So entsteht ein Wasserkreislauf, über den dem Untergrund kontinuierlich thermische Energie entzogen werden kann. Fliesst das heisse Wasser in genügender Menge, kann es direkt für die Wärmegewinnung genutzt werden. Ist die Wassertemperatur höher als ungefähr 100 Grad Celsius, kann damit zudem eine Dampfturbine zur Stromerzeugung angetrieben werden. Im Untergrund von St. Gallen wurden im Vorfeld der Bohrungen Wassertemperaturen von 140 Grad Celsius erwartet.

## Politische Entscheide
Am 24. August 2010 sprach das Stadtparlament St. Gallen mit grosser Mehrheit einen Rahmenkredit über 159 Millionen Franken. Mit dem Kredit sollen Bohrungen auf eine Tiefe von 4500 m, der Bau eines Geothermie-Heizkraftwerkes und der Ausbau des Fernwärmenetzes finanziert werden. Am 28. November 2010 hiess der St. Galler Souverän den Rahmenkredit mit 82,9 % Ja-Stimmen gut.

## Realisierung

### Bohrung
Anfang März 2013 wurde mit den Bohrarbeiten begonnen, die ungefähr 100 Tage dauern sollten. Zuerst wurde etwa 1000 m senkrecht gebohrt und dann in zwei Etappen weitere 3000 m seitlich ins Zielgebiet, wo in etwa 4000 m Tiefe unterhalb Abtwil 140 Grad heisses Wasser vermutet und gefunden wurde.

### Unterbruch nach Erdbeben
Am 20. Juli 2013 wurden in der Umgebung von St. Gallen mehrere Erdstösse in 4000 m Tiefe bis zu einer Magnitude von 3,6 registriert. Bei der planmässigen Reinigung der Bohrlochsohle in einer Tiefe von 4450 m mit verdünnter Salzsäure war plötzlich Erdgas freigesetzt worden. Der zur Verfügung stehende Blowout-Preventer musste nicht eingesetzt werden. Um das Bohrloch zu stabilisieren, wurde eine Schwerspülung eingeleitet, die wahrscheinlich für das Auslösen der Beben verantwortlich gemacht werden kann. Die Testarbeiten wurden unterbrochen, um das Bohrloch zu stabilisieren und um Möglichkeiten zur Fortsetzung des Geothermieprojektes zu prüfen. In der Nacht zum 21. Juli wurde begonnen, das im Bohrloch angesammelte Gas kontrolliert abzufackeln und das Bohrloch technisch zu stabilisieren, was in den folgenden Tagen gelang. Der St. Galler Stadtrat entschied am 27. August 2013, die Realisierung der ersten Bohrung wieder aufzunehmen und durch entsprechende Testarbeiten abzuschliessen.

### Produktionstest
Im November 2013 wurden die Produktionstests erfolgreich abgeschlossen, das Bohrloch versiegelt und der Bohrturm abgebaut. Es wurde 140–145 Grad heisses Wasser in bedeutenden Mengen sowie Methan in unerwartet grosser Menge und Reinheit gefunden. Inwieweit die Wasser- und Gasvorkommen wirtschaftlich nutzbar sind, wurde durch eine vertiefte Analyse der erhobenen Daten abgeklärt. Im Februar 2014 wurde eine erste Auswertung der Daten vorgestellt. Mit 145 Grad sei die erwartete Wassertemperatur minimal übertroffen worden, die gemessene Förderrate sei mit 6 Liter pro Sekunde jedoch zu gering, um das ursprünglich vorgesehene Projekt umzusetzen. Dazu wären 50 Liter pro Sekunde nötig gewesen. Andererseits habe sich das eigentlich unerwünschte Gasvorkommen als unerwartet gross herausgestellt. Die Gasförderung habe bis zu 5000 Normkubikmeter pro Stunde betragen, was in etwa dem durchschnittlichen Verbrauch der Stadt St. Gallen an einem Frühlings- oder Herbsttag entspreche. Allerdings lasse sich die vorhandene Gasmenge im Untergrund zurzeit nicht zuverlässig abschätzen. In der Folge wurden drei alternative Szenarien für das Geothermieprojekt vertieft untersucht: eine reduzierte Nutzung mittels einer zweiten Bohrung (Doublette), eine modifizierte Wasser- und Gasnutzung mittels der bestehenden Bohrung (Singlette) und die Einsetzung einer tiefen Erdwärmesonde in die bestehende Bohrung.

### Mögliche Erdgasförderung
Der Stadtrat gab im Mai 2014 bekannt, die beiden Szenarien zweite Bohrung und tiefe Erdwärmesonde nicht weiterverfolgen zu wollen. Eine zweite Bohrung (Doublette) sei wegen der geringen Förderrate unwirtschaftlich und würde zudem ein permanent erhöhtes Erdbebenrisiko nach sich ziehen. Die ursprünglichen Pläne eines grossen Geothermiekraftwerkes könnten deshalb definitiv nicht umgesetzt werden. Der Einbau einer tiefen Erdwärmesonde sei unwirtschaftlich angesichts der geringen zu erwartenden thermischen Heizleistung (0,4–0,7 MW). Eine Machbarkeitsprüfung der Stadt St. Gallen kam zu dem Ergebnis, dass eine Gasförderung technisch und rechtlich möglich sei. Der hohe Methangehalt des gefundenen Erdgases lasse eine Einspeisung ins Gasnetz mit relativ geringem Aufwand zu. Nach weiteren Abklärungen verzichtete der Stadtrat 2016 jedoch aus wirtschaftlichen Gründen auf eine Realisierung der Erdgasförderung. Laut Schätzungen hätten die Investitionen von etwa 6,5 Millionen Franken die möglichen Erträge von etwa 3,5 Millionen Franken klar übertroffen.